# National Anthem
National Anthem è un brano musicale della cantautrice statunitense Lana Del Rey, estratto come quinto singolo dal suo secondo album, Born to Die. Il singolo è stato scritto da The Nexus, Justin Parker e dalla cantante stessa, prodotto da Emile Haynie ed è stato reso disponibile in download digitale dal 6 luglio 2012 in tutto il mondo, fatta eccezione per Germania, Austria e Svizzera, dove è stato pubblicato come singolo Summertime Sadness.

## Video musicale
Il video musicale è stato girato da Anthony Mandler e mostra la cantante interpretare il duplice ruolo di moglie e amante del presidente degli Stati Uniti, John Fitzgerald Kennedy (interpretato nel video dal rapper ASAP Rocky): si alterna infatti nei panni di Jackie Kennedy e Marilyn Monroe.

## Tracce
Download digitale
1. National Anthem – 3:50

Radio Edit
1. National Anthem – 3:39

## Classifiche
| Classifica (2012) | Posizione massima |
| ----------------- | ----------------- |
| Belgio (Fiandre)  | 90                |
| Francia           | 152               |
| Regno Unito       | 92                |